# Люрси-Леви (кантон)
Люрси́-Леви́ (фр. Lurcy-Lévis) — кантон во Франции, находится в регионе Овернь, департамент Алье. Входит в состав округа Мулен.
Код INSEE кантона — 0316. Всего в кантон Люрси-Леви входит 9 коммун, из них главной коммуной является Люрси-Леви.

## Коммуны кантона
| Коммуна             | Население, чел. (1999) | Почтовый индекс | Код INSEE |
| ------------------- | ---------------------- | --------------- | --------- |
| Кузон               | 294                    | 03160           | 03090     |
| Кулёвр              | 645                    | 03320           | 03087     |
| Ле-Вёрдр            | 578                    | 03320           | 03309     |
| Лимуаз              | 157                    | 03320           | 03146     |
| Люрси-Леви          | 2 092                  | 03320           | 03155     |
| Нёр                 | 166                    | 03320           | 03198     |
| Пузи-Мезанжи        | 411                    | 03320           | 03210     |
| Сен-Леопарден-д’Ожи | 328                    | 03160           | 03241     |
| Шато-сюр-Алье       | 172                    | 03320           | 03064     |

## Население
Население кантона на 2006 год составляло 4 842 человека.
| 1962  | 1968  | 1975  | 1982  | 1990  | 1999  | 2006  | 2007 | 2008 |
| ----- | ----- | ----- | ----- | ----- | ----- | ----- | ---- | ---- |
| 6 240 | 6 530 | 5 806 | 5 459 | 4 971 | 4 843 | 4 842 | —    | —    |